# Bălușeni, Botoșani
Bălușeni este satul de reședință al comunei cu același nume din județul Botoșani, Moldova, România.
La rândul său satul Bălușeni, ca majoritatea așezărilor țării, își trage numele de la stăpânul locului, probabil un boier cu numele de Baloș sau Baluș. Satul a mai purtat numele și de Zozia sau Zosin, concomitent cu cel de Bălușeni, așa apărând chiar de la înființare.
De altfel, atât numele de Baloș cât și cel de Zosin sunt vechi și frecvent menționate în documentele moldovenești, astfel, în prima jumatate a secolului al XV-lea nu se menționează decât un Baloș care apare întâia oară în divanul Moldovei la 4 ianuarie 1430. Tot el este menționat în anii 1430,1433,1435,1436,1438 și 1448.
Denumirea actuală, oficială și folosită și astăzi este "Bălușeni" dar încă mai sunt bătrâni care pentru acest sat pronunță cuvântul Zosin iar locuitorilor spunându-le "zosinași". Despre această dublă folosire ce a iscat confuzii și chiar erori în documente, există și o tradiție locală conform căreia, ar fi existat doi bogătași Zosin și Baloș iar Zosin fiind mai milostiv cu sătenii a făcut dări mai mici din care cauză ar fi fost omorât de Baloș ce și-a impus numele său asupra localitații.
Această tradiție orală ar fi lipsită de temei și nu se verifică în acte, adevărul se pare a fi cu totul altul, deoarece din cercetările recente a ieșit la iveală faptul că au existat două proprietați din două sate distincte care sau unificat.
În Repertoriul Arheologic se susține că prima atestare documentară este data de 20 decembrie 1635.